# Cooper Black

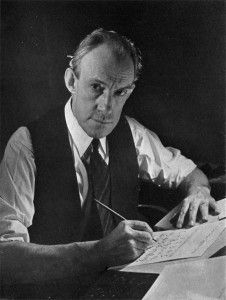
Oswald Bruce Cooper

Cooper Black är ett amerikanskt typsnitt, som framför allt används för större text och inte brödtext. Det är en fetare variant av typsnittsfamiljen Cooper Old Style. Det skapades av Oswald Bruce Cooper (1879–1940) och marknadsfördes av gjuteriet Barnhart Brothers & Spindler i Chicago i Illinois i USA.
Cooper Black blev populärt på omslag till LP-skivor med populärmusik efter det att Beach Boys gett ut Pet Sounds 1966.  Det användes på omslaget till The Doors L.A. Woman 1971 och David Bowies Ziggy Stardust 1972.
Stora företag som använt Cooper Black för sina logotyper är det brittiska flygbolaget Easyjet och dess systerföretag i Easygroup-koncernen. Det amerikanska järnvägsbolaget Atchison, Topeka and Santa Fe Railway bar namnet "Santa Fe" i Cooper Black på sina lokomotiv från 1980-talet.

## Bildgalleri

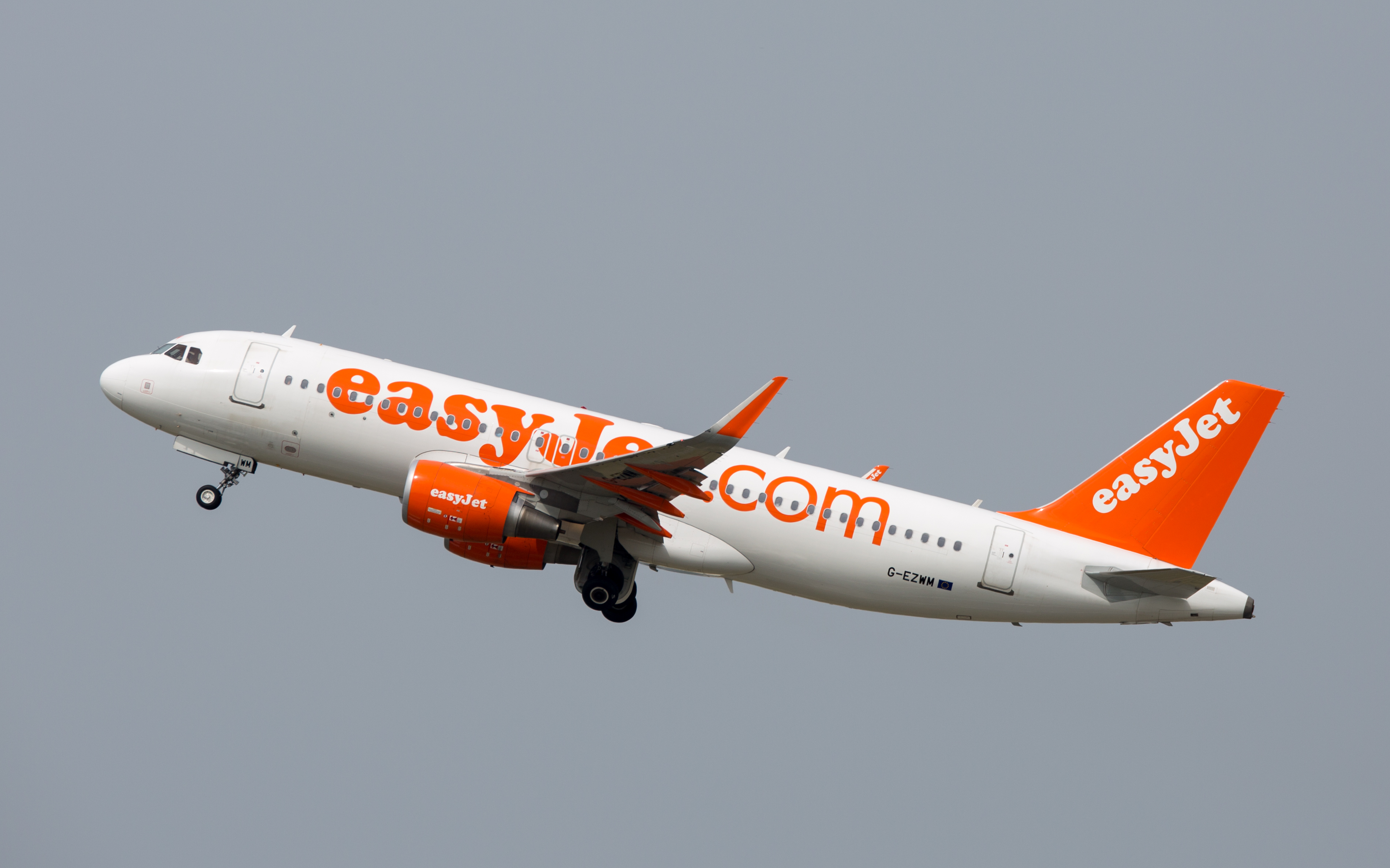
En Easyjet Airbus A320
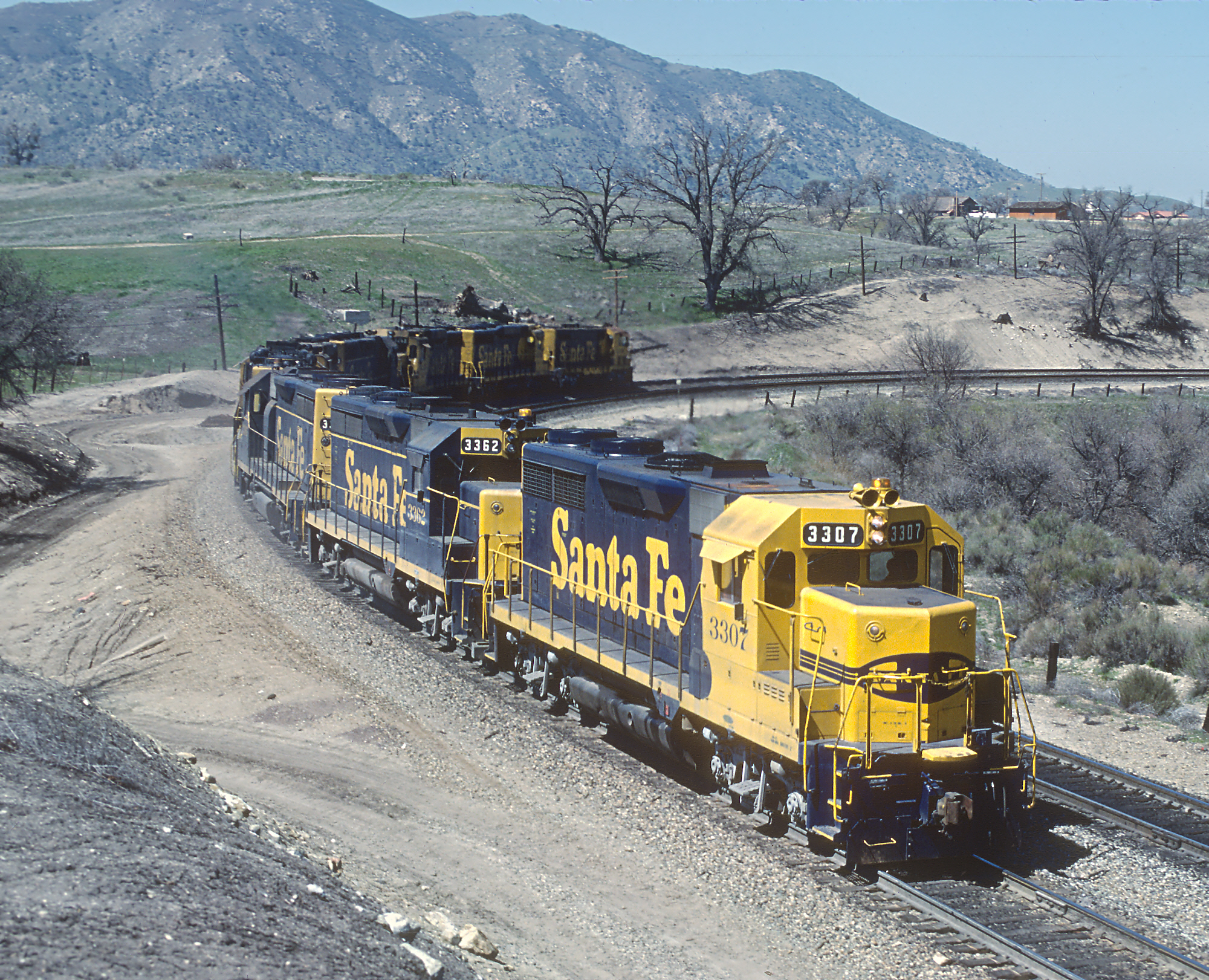
Lok från Atchison, Topeka and Santa Fe Railway